# Steven Benoît
Steven Benoît (vollständig: Steven Irvenson Benoît, * 21. April 1965 in Port-au-Prince) ist ein haitianischer Politiker. Er war seit dem 30. Januar 2022 im Rahmen des Accord de Montana als Premierminister des Landes vorgesehen, konnte dieses Amt jedoch nicht antreten.

## Leben
Benoît wurde am 21. April 1965 in Port-au-Prince als Sohn einer Familie mit drei Kindern geboren. Seine Mutter Agatha Belneau und sein Vater Sylvain Benoît stammten aus dem 35 Kilometer nördlich der Hauptstadt gelegenen Dorf Cazale. Im Jahr 1969 kam es dort zu Unruhen, die von der Tonton Macoute Miliz des Diktators François Duvalier blutig niedergeschlagen wurden. Benoîts Eltern emigrierten in die Vereinigten Staaten und gaben ihren Sohn Steven in ein Internat.
Nach Abschluss der Grund- und Sekundarschule verließ auch Benoît im Jahr 1983 Haiti und ging zu seinen Eltern nach New York. Dort studierte er am Hunter College  Politikwissenschaften und an der University of Central Florida in Orlando öffentliche Verwaltung. Er erreichte Im Jahr 1990 den Abschluss als Bachelor.
Um sein Studium zu finanzieren, arbeitete Benoît in Restaurants. Als er 1993 nach Haiti zurückkehrte, begann er ein Studium der Rechtswissenschaften an der Université Quisqueya in Port-au-Prince und arbeitete gleichzeitig als Assistent im Außenministerium. Von Oktober 1994 bis Dezember 1995 war er in der Leitung des Restaurants La Belle Époque, anschließend bis zum Jahr 2000 im Hotel Ritz Kinam tätig.
Ende der 1990er Jahre heiratete der damalige Präsident René Préval Benoîts Schwester Géri. Die Ehe wurde später geschieden. Benoît trat jedoch auf Wunsch Prévals eine Tätigkeit im Nationalpalast an. Im Jahr 2001 gründete er mit Le Regency sein eigenes Unternehmen im Bereich der Gastronomie. Nach den politischen Turbulenzen um den zweiten Sturz von Präsident Aristide kandidierte Benoît bei den Senats- und Parlamentswahlen des Jahres 2006. Er schloss sich der Partei Lespwa (französisch: L’Espoir, deutsch: Hoffnung) von René Préval an und wurde im Wahlkreis Pétionville in die Abgeordnetenkammer gewählt.
Benoît hat nie geheiratet, jedoch zwei Kinder, die im Ausland leben. Seinen Sohn nannte er Micha, um an Micha Gaillard zu erinnern, der Benoît entscheidend bei seinem Weg in die Politik begleitet hatte.

## Politisches Wirken
Benoît gehörte der 62 Abgeordnete starken Mehrheitsfraktion der Lespwa an, geriet nach kurzer Zeit in Konflikt mit der Linie des Wahlbündnisses und gründete zusammen mit einem Dutzend anderer Mitglieder der Abgeordnetenkammer die Concertation des parlementaires progressistes (CPP). Diese Gruppierung, die sich dem Kampf gegen die Korruption verschrieben hatte, erlangte in weniger als zwei Jahren die Mehrheit in der Abgeordnetenkammer. Er distanzierte sich politisch von seinem früheren Schwager Préval
Im Jahr 2012 kandidierte Benoît erfolgreich im Département Ouest für den Senat. Mit dem damaligen Präsidenten Michel Martelly war er seit Jahrzehnten befreundet. Politisch standen sich die beiden jedoch nicht nahe. Benoît wird mit der Aussage zitiert: „Der Präsident steht rechts und ich bin Sozialdemokrat“.
Benoît war einer der Kandidaten in der Präsidentschaftswahl 2015, die jedoch nicht abgeschlossen werden konnte. Benoît war bereits im ersten Wahlgang ausgeschieden.
Nach Ablauf seiner 6-jährigen Amtszeit als Senator im Jahr 2018 fanden angesichts der Instabilität des Landes keine weiteren Wahlen zum Senat statt. Am 18. Januar 2022 gab Benoît bekannt, dass er übergangsweise gemäß dem Accord de Montana für das Amt des Premierministers zur Verfügung stehe.
Am 30. Januar 2022 stimmten im Hotel Kinam die Mitglieder des Nationalen Übergangsrats (CNT) über die Wahlvorschläge ab. Von den 42 teilnehmenden Mitgliedern erhielt Benoît  21 Stimmen und erreichte so bei einer Enthaltung die Mehrheit vor Jean Hénold Buteau (17  Stimmen), Bonivert Claude (2 Stimmen) und Iswick Théophin (1 Stimme).
Der als Präsident und auch Premierminister amtierende Ariel Henry erkannte diese Entscheidung nicht an und hält an der Macht fest.